# Polizzi Generosa
Polizzi Generosa (sicilià Pulizzi) és un municipi italià, dins de la ciutat metropolitana de Palerm. L'any 2007 tenia 4.142 habitants. Limita amb els municipis de Caltavuturo, Castellana Sicula, Isnello, Petralia Sottana, Scillato, Sclafani Bagni, Vallelunga Pratameno (CL) i Villalba (CL).

## Administració
| Període | Identitat      | Partit         |
| ------- | -------------- | -------------- |
| 2008-   | Patrizio David | Centreesquerra |